# كارفور كونطاكت
 كارفور  كونطاكت شركة فرنسية تابعة لمجموعة كارفور.

## المحلات
توجد هذه الشركة بفرنسا فقط، سنة 2008 فُتِح متجران: واحد بأنتريان، و الآخر بفيرسون، و في سنة 2010 فُتِح محل آخر بروتوت و مساحة هذه المحلات الثلاثة 900 متر مربع.
في دجنبر 2015 أصبح للشركة 546 متجرا بفرنسا.